# Эскоден
Эскоде́н (фр. Escaudain) — коммуна во Франции, регион О-де-Франс, департамент Нор, округ Валансьен, кантон Денен. Расположена в 13 км к западу от Валансьена и в 39 км к югу Лилля. Через территорию коммуны проходит автомагистраль А21 «Рокада Миньер».
Население (2017) — 9 619 человек.

## Достопримечательности
- Музей добычи угля и быта шахтёров
- Церковь Святого Мартина с беффруа

## Экономика
Структура занятости населения:
- сельское хозяйство — 0,3 %
- промышленность — 6,8 %
- строительство — 10,4 %
- торговля, транспорт и сфера услуг — 39,5 %
- государственные и муниципальные службы — 43,0 %

Уровень безработицы (2017) — 26,7 % (Франция в целом — 13,4 %, департамент Нор — 17,6 %). 

Среднегодовой доход на 1 человека, евро (2017) — 15 830 (Франция в целом — 21 110, департамент Нор — 19 490).

## Демография
Динамика численности населения, чел.

## Администрация
Пост мэра Эскодена с 2014 года занимает коммунист Брюно Салиго (Bruno Saligot). На муниципальных выборах 2020 года возглавляемый им список коммунистов одержал победу во 2-м туре, получив 45,76 % голосов (из трех списков).
| Период | Период | Фамилия         | Партия                  | Примечания |
| ------ | ------ | --------------- | ----------------------- | ---------- |
| 1977   | 1997   | Франсис Шевалье | Коммунистическая партия | шахтёр     |
| 1997   | 2014   | Жаки Лор        | Коммунистическая партия |            |
| 2014   |        | Брюно Салиго    | Коммунистическая партия |            |

## Города-побратимы
- Ле Бон Вилер, Бельгия
- Рула, Германия

## Галерея

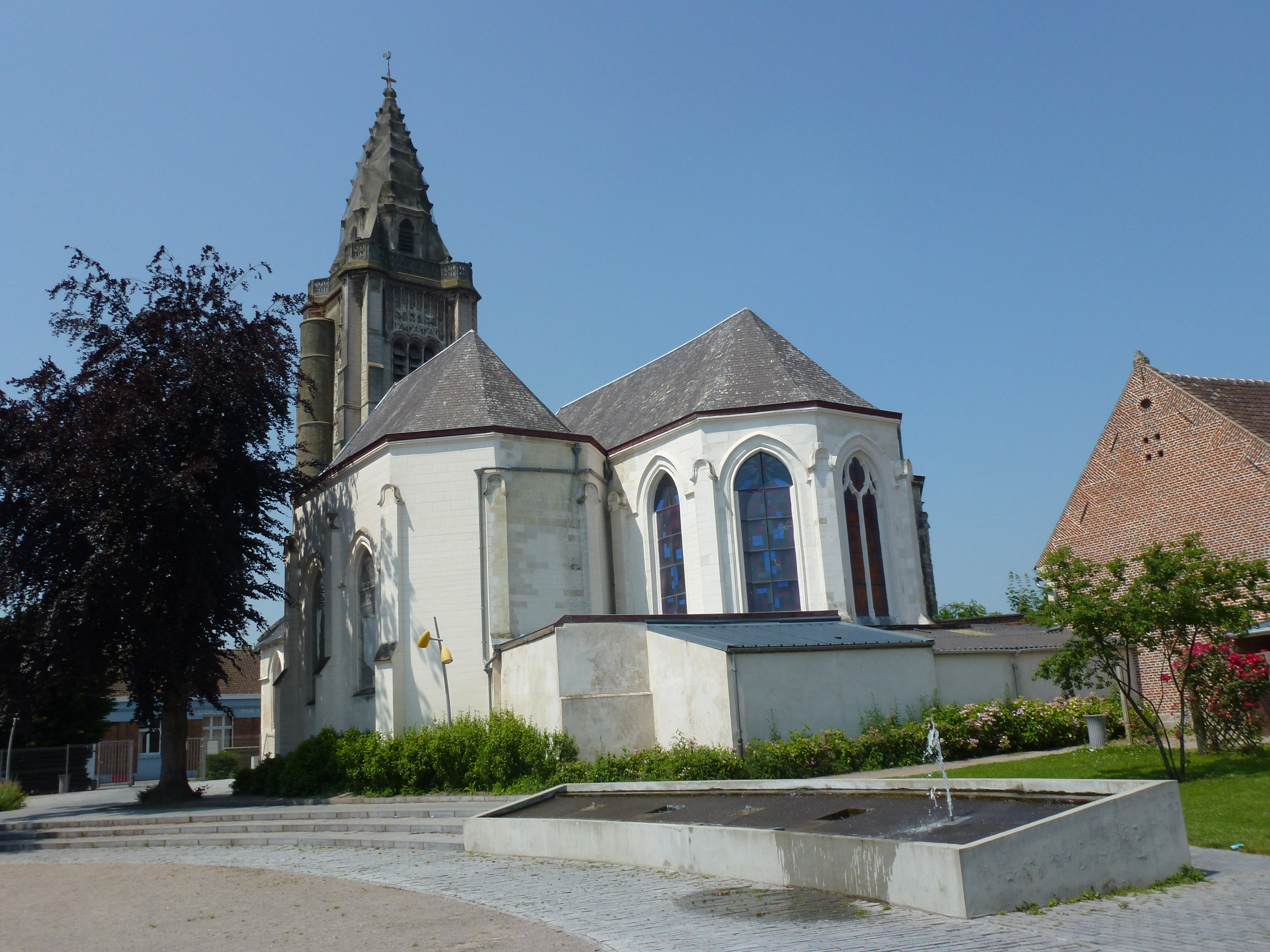
Церковь Святого Мартина
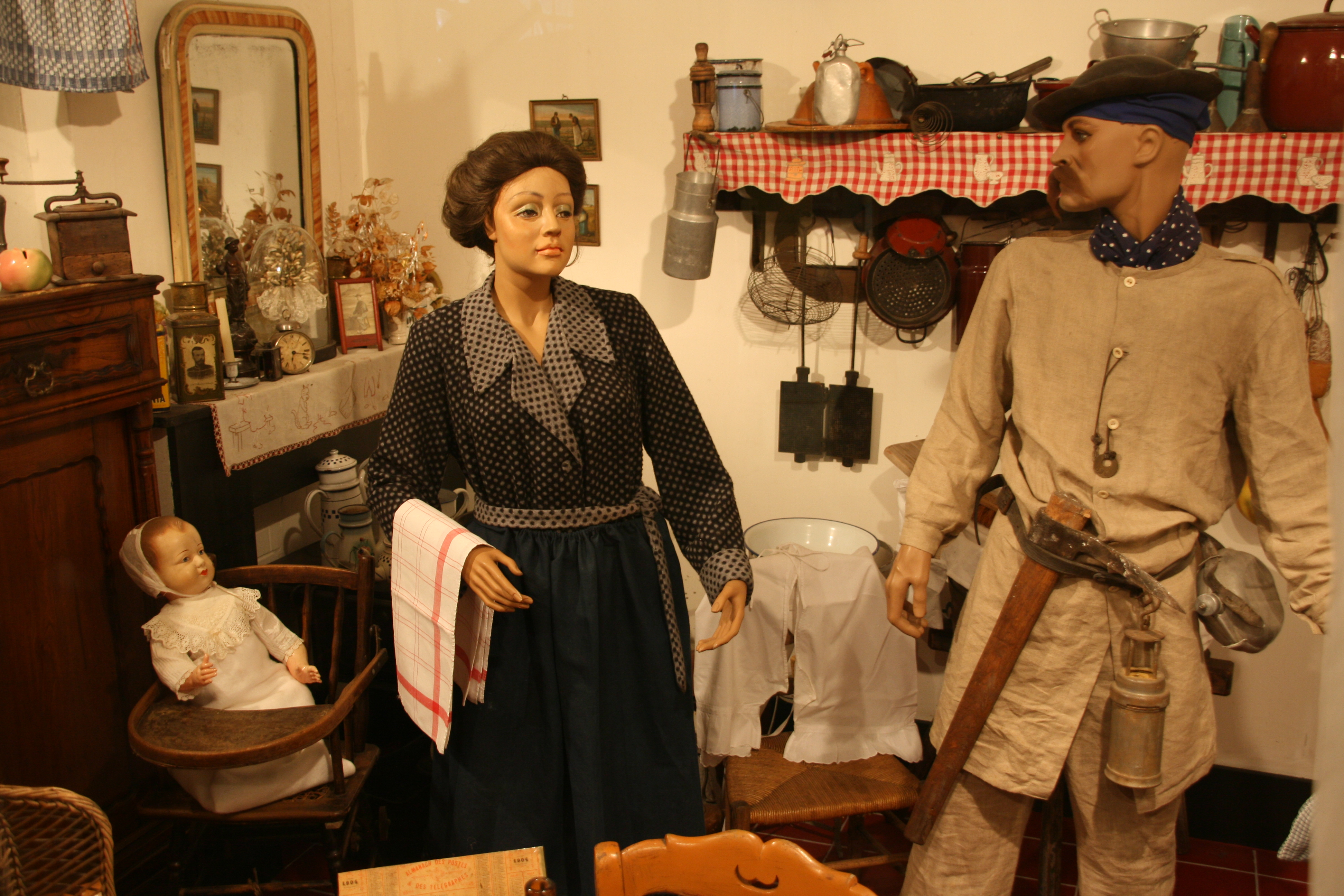
Реконструкция дома шахтёра

1. 1 2  база данных о французских коммунах — Национальный географический институт Франции, 2015.